# Kunnathur (Tirupur)
Kunnathur es una ciudad y nagar Panchayat situada en el distrito de Tirupur en el estado de Tamil Nadu (India). Su población es de 8774 habitantes (2011).

## Demografía
Según el censo de 2011 la población de Kunnathur era de 8774 habitantes, de los cuales 4342 eran hombres y 4432 eran mujeres. Kunnathur tiene una tasa media de alfabetización del 83,46%, superior a la media estatal del 80,09%: la alfabetización masculina es del 90,68%, y la alfabetización femenina del 76,39%.